# Lista monumentelor istorice din județul Iași - E

Simbol pentru monumentele istorice

Lista monumentelor istorice din județul Iași - E cuprinde monumentele istorice înscrise în Patrimoniul cultural național al României și aflate în localități ce încep cu litera E din județul Iași. 
Lista completă este menținută și actualizată periodic de către Ministerul Culturii, Cultelor și Patrimoniului Național din România, prin intermediul Institutului Național al Patrimoniului, ultima versiune datând din 2015. Această listă cuprinde și actualizările ulterioare, realizate prin ordin al ministrului culturii.
Puteți căuta un monument din județul Iași folosind formularul de mai jos sau puteți naviga prin toate monumentele din județ la lista monumentelor istorice din județul Iași.
| Cod LMI                              | Denumire                                                    | Localitate                    | Localizare | Datare, Creatori                               | Imagine               | Erori             |
| ------------------------------------ | ----------------------------------------------------------- | ----------------------------- | --- | ---------------------------------------------- | --------------------- | ----------------- |
| IS-I-s-B-03589 (RAN: 97018.01)       | Situl arheologic de la Erbiceni, punct „Dealul Sărăturilor” | sat Erbiceni; comuna Erbiceni | „dealul Sărăturilor”, la 1,3 km N de sat, pe platoul de pe malul stâng al pârâului Doroșca                          |                                                | Încarcă foto \| video | Raportează eroare |
| IS-I-m-B-03589.01 (RAN: 97018.01.02) | Așezare                                                     | sat Erbiceni; comuna Erbiceni | „dealul Sărăturilor”, la 1,3 km N de sat, pe platoul de pe malul stâng al pârâului Doroșca                          | Bronz timpuriu                                 | Încarcă foto \| video | Raportează eroare |
| IS-I-m-B-03589.02 (RAN: 97018.01.01) | Așezare                                                     | sat Erbiceni; comuna Erbiceni | „dealul Sărăturilor”, la 1,3 km N de sat, pe platoul de pe malul stâng al pârâului Doroșca                          | Eneolitic final, cultura Horodiștea – Erbiceni | Încarcă foto \| video | Raportează eroare |
| IS-I-s-B-03590 (RAN: 97018.02)       | Situl arheologic de la Erbiceni, punct „La Curtea Veche”    | sat Erbiceni; comuna Erbiceni | „la Curtea Veche”, în partea de NV a vetrei satului, pe promontoriul bisericii, ale vechiului han și a Curții Vechi |                                                | Încarcă foto \| video | Raportează eroare |
| IS-I-m-B-03590.01 (RAN: 97018.02.07) | Așezare                                                     | sat Erbiceni; comuna Erbiceni | „la Curtea Veche”, în partea de NV a vetrei satului, pe promontoriul bisericii, ale vechiului han și a Curții Vechi | sec. XVII - XVIII, Epoca medievală             | Încarcă foto \| video | Raportează eroare |
| IS-I-m-B-03590.02 (RAN: 97018.02.06) | Așezare                                                     | sat Erbiceni; comuna Erbiceni | „la Curtea Veche”, în partea de NV a vetrei satului, pe promontoriul bisericii, ale vechiului han și a Curții Vechi | sec. XV, Epoca medievală                       | Încarcă foto \| video | Raportează eroare |
| IS-I-m-B-03590.03 (RAN: 97018.02.05) | Așezare                                                     | sat Erbiceni; comuna Erbiceni | „la Curtea Veche”, în partea de NV a vetrei satului, pe promontoriul bisericii, ale vechiului han și a Curții Vechi | sec. VII - VIII, Epoca medieval timpurie       | Încarcă foto \| video | Raportează eroare |
| IS-I-m-B-03590.04 (RAN: 97018.02.04) | Așezare                                                     | sat Erbiceni; comuna Erbiceni | „la Curtea Veche”, în partea de NV a vetrei satului, pe promontoriul bisericii, ale vechiului han și a Curții Vechi | sec. IV p.Chr, Epoca daco-romană               | Încarcă foto \| video | Raportează eroare |
| IS-I-m-B-03590.05 (RAN: 97018.02.03) | Așezare                                                     | sat Erbiceni; comuna Erbiceni | „la Curtea Veche”, în partea de NV a vetrei satului, pe promontoriul bisericii, ale vechiului han și a Curții Vechi | Hallstatt                                      | Încarcă foto \| video | Raportează eroare |
| IS-I-m-B-03590.06 (RAN: 97018.02.02) | Așezare                                                     | sat Erbiceni; comuna Erbiceni | „la Curtea Veche”, în partea de NV a vetrei satului, pe promontoriul bisericii, ale vechiului han și a Curții Vechi | Eneolitic, cultura Cucuteni                    | Încarcă foto \| video | Raportează eroare |
| IS-I-m-B-03590.07 (RAN: 97018.02.01) | Așezare                                                     | sat Erbiceni; comuna Erbiceni | „la Curtea Veche”, în partea de NV a vetrei satului, pe promontoriul bisericii, ale vechiului han și a Curții Vechi | Neolitic, cultura Starčevo-Criș                | Încarcă foto \| video | Raportează eroare |
| IS-II-m-B-04156                      | Biserica „Sf. Împărați”                                     | sat Erbiceni; comuna Erbiceni | | 1848                                           | Alte imagini          | Raportează eroare |
| IS-II-m-B-04157                      | Gară                                                        | sat Erbiceni; comuna Erbiceni | | sf. sec. XIX                                   | Încarcă foto \| video | Raportează eroare |